# Deutsches Institut für Jugendhilfe und Familienrecht
Das Deutsche Institut für Jugendhilfe und Familienrecht (DIJuF) ist ein eingetragener deutscher Verein im Bereich der Rechtswissenschaft. Er versteht sich als „Forum für Fachfragen“ und fördert den fachlichen Dialog zwischen Institutionen und Berufsgruppen, die mit Fragen der Kinder- und Jugendhilfe und des Familienrechts befasst sind. Die Geschäftsstelle befindet sich in Heidelberg. Mitglieder sind die Städte und Landkreise für ihre Jugendämter, ferner Landesjugendämter, Landesministerien und Institutionen, die Trägern der freien Jugendhilfe angehören.
Es hieß bei der Gründung 1906 in Frankfurt am Main Archiv deutscher Berufsvormünder, ab 1955 Deutsches Institut für Vormundschaftswesen (DIV) und nunmehr Deutsches Institut für Jugendhilfe und Familienrecht.